# Opriți Codurile!
Opriți Codurile! este o coaliție de organizații neguvernamentale și asociații de presă îngrijorate față de modul în care Guvernul României a promovat o serie de proiecte de coduri (cel penal, cel civil, precum și cele două de procedură) către Parlament, sesizând Senatul drept primă Cameră. Astfel, componenții acestei coaliții reclamă lipsa de respect arătată cetățenilor României prin neconsultarea acestora în ceea ce privește elaborarea „pietrelor de temelie” ale sistemului juridic românesc, consultare garantată prin litera și spiritul Constituției României.

## Membrii
1. Transparency International România (TI-Ro)
2. Centrul de Resurse Juridice (CRJ)
3. Agenția de Monitorizare a Presei (AMP)
4. Asociația Română de Comunicații Audiovizuale (ARCA)
5. Asociația Jurnaliștilor din România (AJR)
6. Asociația Pro Democrația (APD)
7. Asociația Pentru Apărarea Drepturilor Omului în România – Comitetul Helsinki (APADOR–CH)
8. Centrul de Asistență pentru Organizații Neguvernamentale (CENTRAS)
9. Convenția Organizațiilor Media (COM)
10. Clubul Român de Presă (CRP)
11. Centrul de Resurse pentru Participare Publică (Ce–Re)
12. Fundația Soros România (SOROS-Ro)
13. Federația Română a Jurnaliștilor MediaSind (MediaSind)
14. Centrul pentru Jurnalism Independent (CJI)
15. Fundația pentru Dezvoltarea Societății Civile (FDSC)
16. Institutul Român de Training (IRT)
17. Organizația Salvați Copiii (SC)
18. Societatea Academică din România (SAR)
19. Asociația Patronală a Editorilor Locali (APEL)
20. Centrul Român de Politici Europene (CRPE)
21. Liga Apărării Drepturilor Omului, prin filialele Timiș și Satu Mare (LADO)
22. Freedom House România (FHR)
23. Asociația Consumatorilor de Media (ACM)
24. Asociația Accept (ACCEPT)
25. Societatea Timișoara (ST)

## Dispute
Reacția societății civile pe tema adoptării unor noi coduri în materie civilă și penală a venit, de principiu, ca efect al nerespectării prevederilor Legii nr. 52/2003 privind transparența decizională în administrația publică, precum și cele ale Legii nr. 24/2000 privind normele de tehnică legislativă pentru elaborarea actelor normative ori de cele ale Hotărârii de Guvern nr. 775/2000 pentru aprobarea Regulamentului privind procedurile de elaborare, monitorizare și evaluare a politicilor publice la nivel central.
În opinia entităților membre ale coaliției, neorganizarea unei dezbateri publice ample din partea inițiatorului – Ministerul Justiției și Libertăților Cetățenești – contravine legilor în vigoare, Guvernul României încălcând astfel prevederile art. 1, alin. (5) al Constituției României, care stipulează că „În România, respectarea Constituției, a supremației sale și a legilor este obligatorie”.

### Acțiunea în instanță
În 13 aprilie 2009, coaliția a depus la Curtea de Apel București o acțiune împotriva Guvernului României și Ministerului Justiției și Libertăților Cetățenești, acuzând cele două instituții publice de încălcarea unui întreg set de acte normative aflate în vigoare, parte dintre acestea fiind enunțate și explicate ulterior în cadrul analizei preliminare  editate de către Transparency International România.

### Fond, nu formă
Coaliția a fost criticată adesea cu privire la nedisponibilitatea acesteia de a înainta amendamente cu privire la problemele specifice pe care le-au identificat în ceea ce privește proiectele aflate în Parlament. Răspunsul a fost uniform de-a lungul desfășurării campaniei. 
Entitățile membre ale coaliției nu pot transmite pe cale oficială propuneri de amendamente către Comisie, atât timp cât acțiunea în instanță intentată Guvernului și Ministerului Justiției caută să sublinieze ilegalitatea în baza căreia proiectele de Coduri au fost elaborate și transmise Parlamentului. Transmiterea unor astfel de propuneri, care ar urma să fie apoi analizate și implementate de către Subcomisii, ar reprezenta însăși legitimarea acestei ilegalități. Drept pentru care, coaliția și-a propus să militeze strict în baza fondului procesului de legiferare, și nu în cea a formei acestuia.

## Întrevederi oficiale

### Președintele României

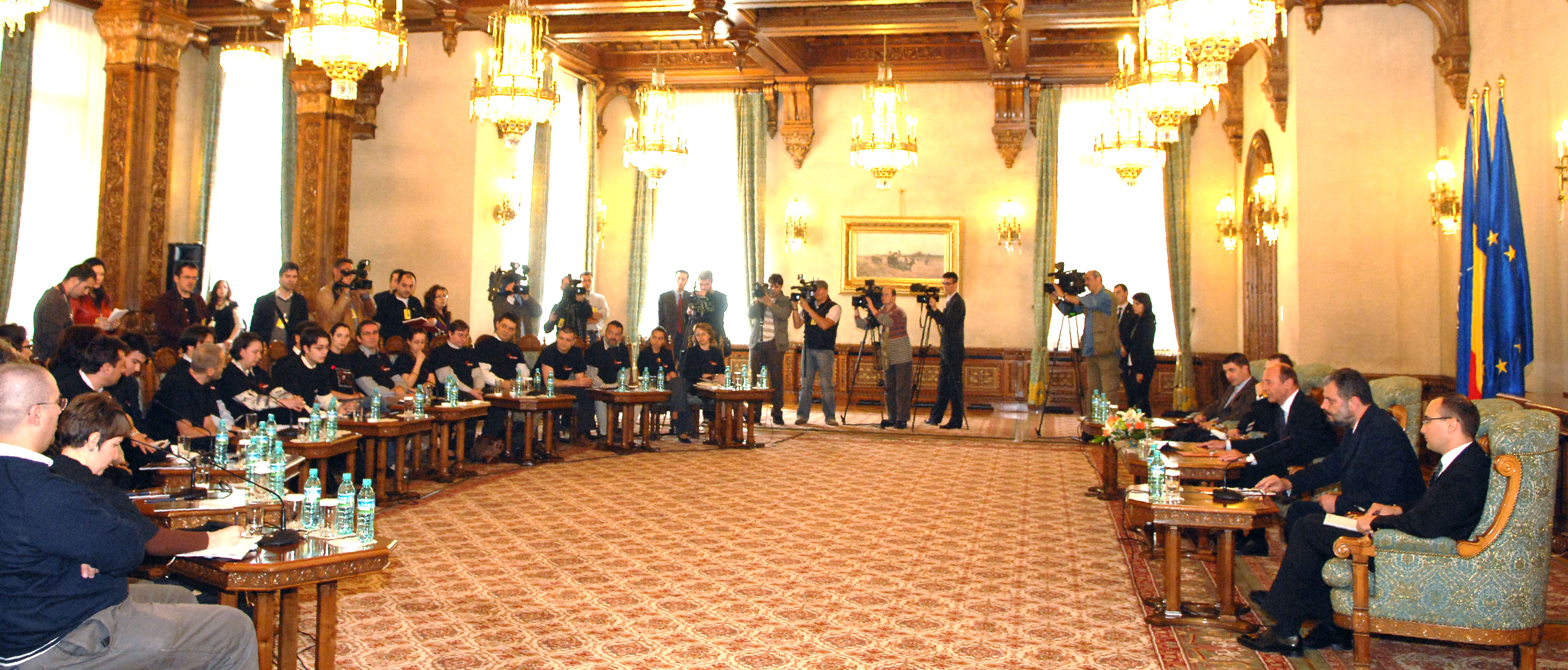
Momentul de început al discuţiilor

Urmare a unei scrisori deschise înainte Președinției României, coaliția a primit o invitație formală de a participa la o întrevedere cu președintele Traian Băsescu. Dincolo de membrii coaliției, la discuție au luat parte și Peter Eckstein-Kovacs, Ștefan Deaconu, Valeriu Turcan, în calitate de consilieri prezidențiali, precum și Claudiu Constantin Dinu, consilier de stat în cadrul Departamentului Constituțional – Legislativ al administrației prezidențiale.
Discuțiile dintre cele două părți au fost aprinse încă de la început. În vreme ce membrii coaliției încercau să sublinieze vicierea procedurii de trimitere a proiectelor noilor Coduri de către Ministerul Justiției către Parlament, președintele Băsescu reitera nevoia unor propuneri de amendamente, garantând faptul că aceste propuneri vor fi introduse de către Comisiile speciale din Parlament, în ciuda faptului că Președinția nu deține astfel de atribuții.